# طوطی سرآبی
طوطی سرآبی (نام علمی: Pionus menstruus) نام یک گونه از تیره طوطیان است.

## نگارخانه

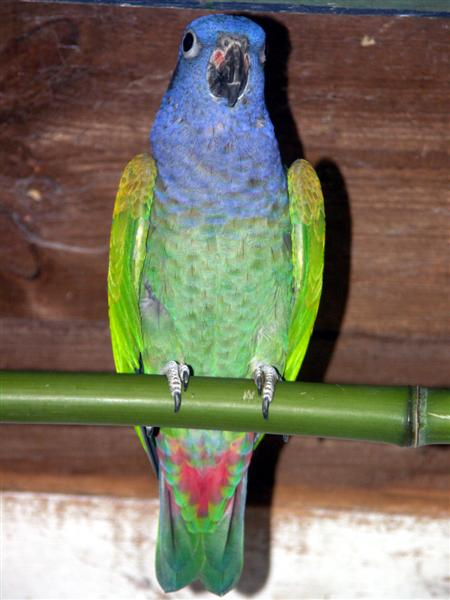
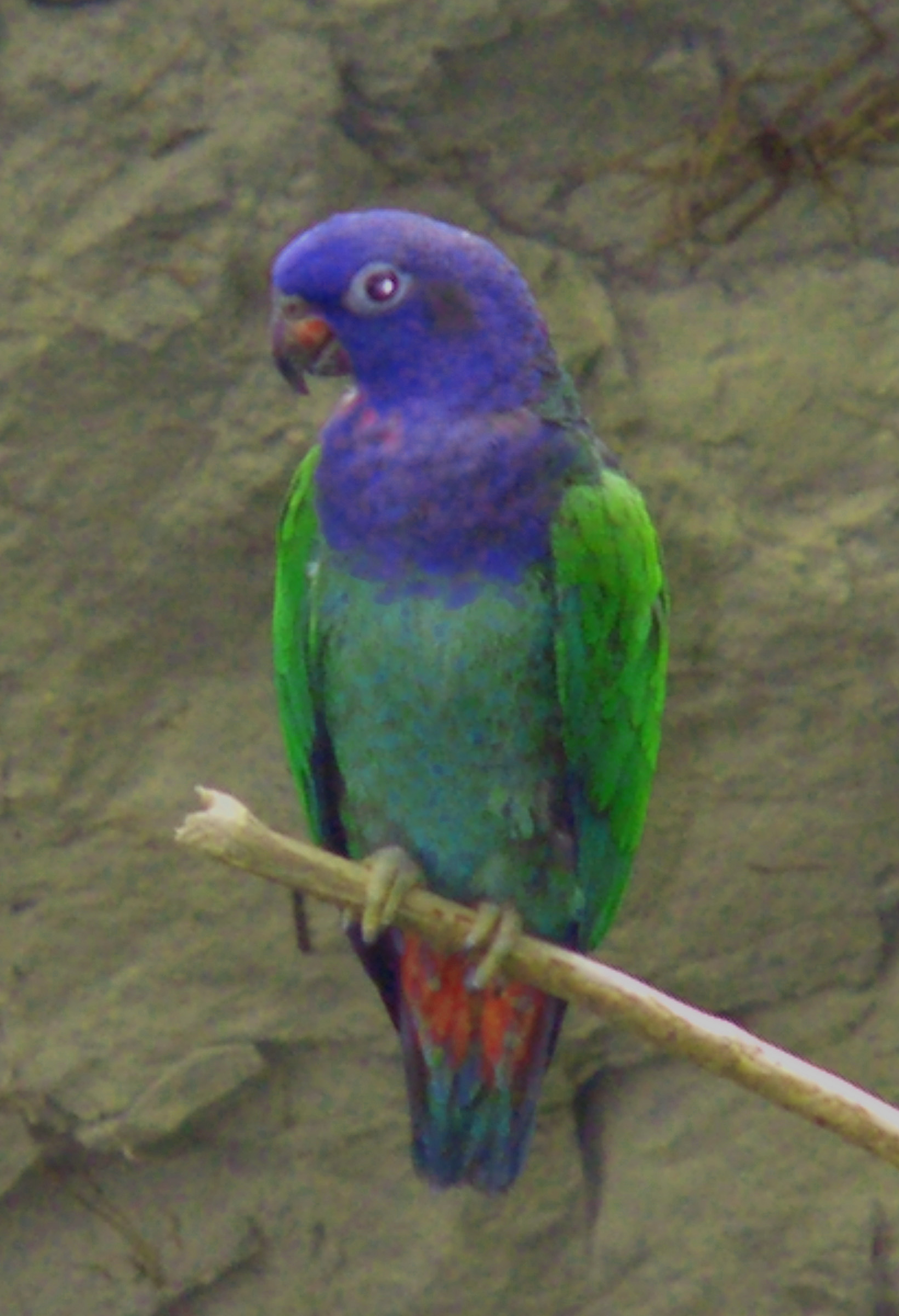
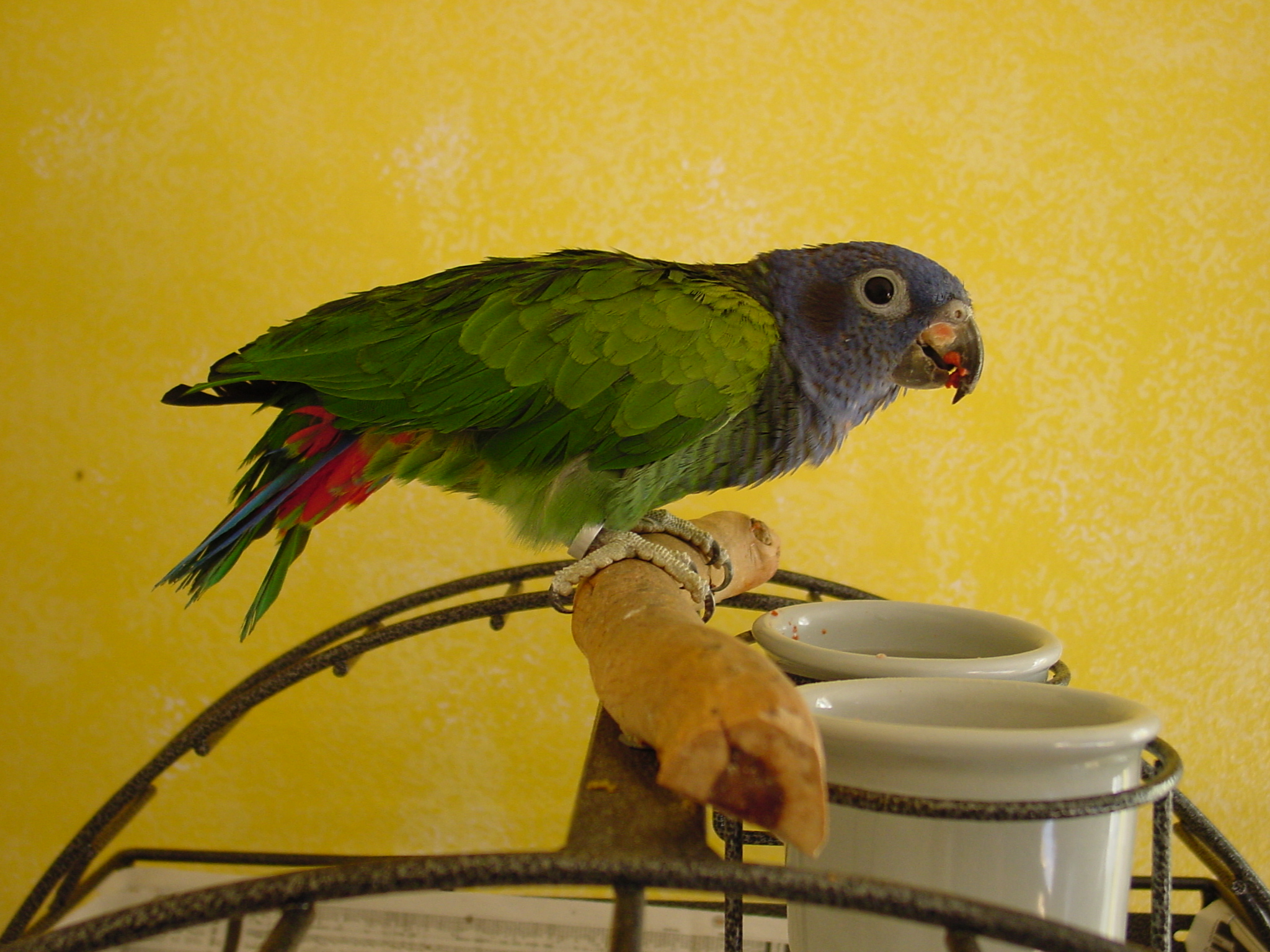
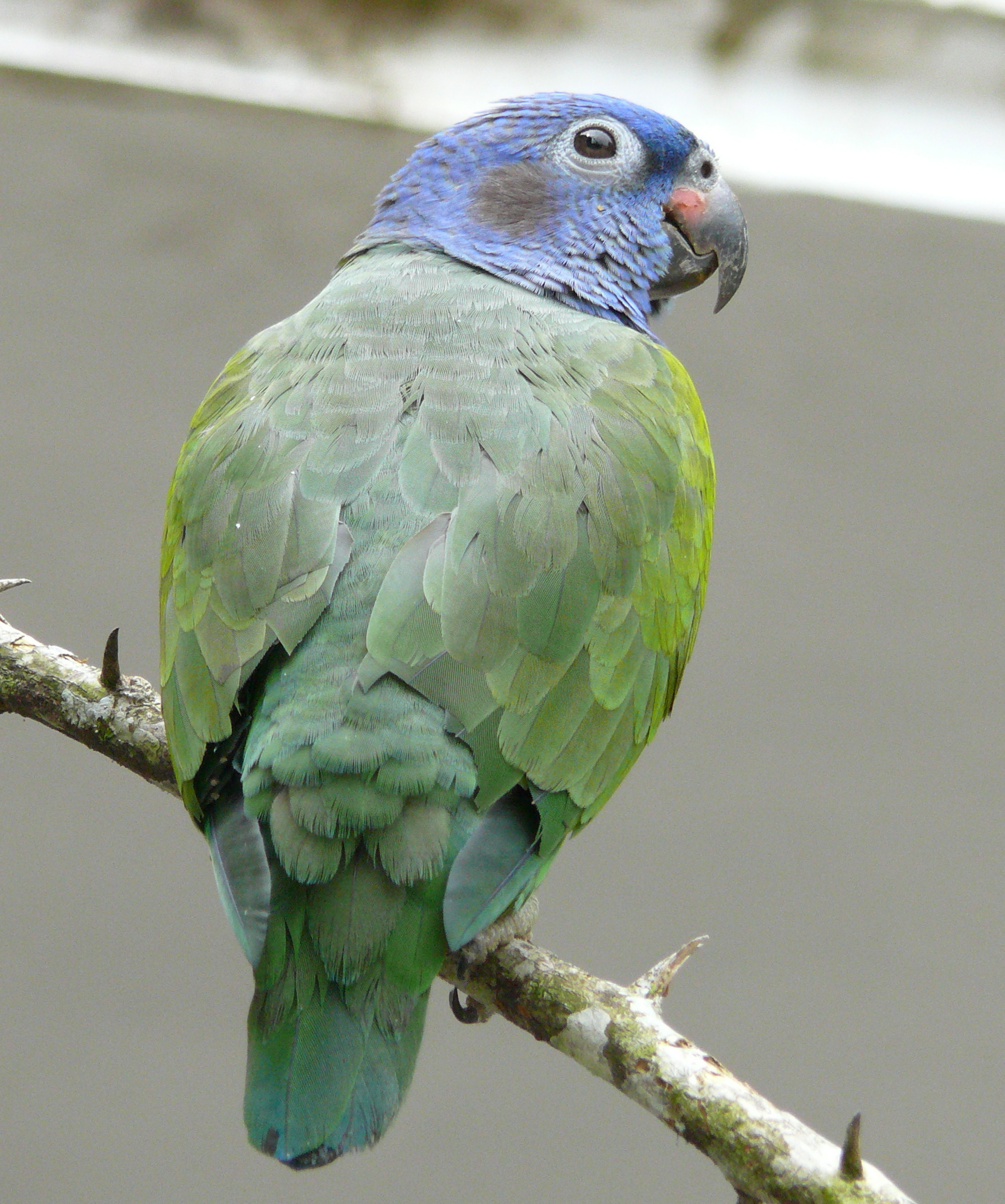